# Cmentarz wojenny w Cycowie
Cmentarz wojenny w Cycowie – cmentarz z pierwszej wojny światowej i wojny polsko-bolszewickiej znajdujący się w Cycowie, w województwie lubelskim, w powiecie łęczyńskim, w gminie Cyców.
Na cmentarzu pochowano nieznaną liczbę (znane jest sześć nazwisk) żołnierzy armii niemieckiej poległych w sierpniu 1915, m.in. z następujących jednostek:
- 2 Pułk Piechoty Gwardii
- 3 Pułk Piechoty Gwardii
- 83 Pułk Piechoty
- 113 Pułk Piechoty

Pochowano tu również 13 ułanów (znane jest pięć nazwisk) z 7 pułku poległych w bitwie pod Cycowem w 1920.
Cmentarz znajduje się pod opieką uczniów z Zespołu Szkół z Oddziałami Integracyjnymi im. 7 Pułku Ułanów Lubelskich w Cycowie.